# QI (BBC)
QI, ofwel Quite Interesting, is een komische kennisquiz, bedacht en geproduceerd door John Lloyd. De serie wordt uitgezonden door de BBC, de eerste vijf seizoenen eerst op BBC Four en een week later op BBC Two, waarbij het de hoogste kijkcijfers van BBC Four haalde. Het is ook enige tijd uitgezonden op BBC One, maar tegenwoordig (2020) is het uitsluitend op BBC Two te zien. Elke aflevering wordt in twee versies uitgezonden: een van een half uur en een van ongeveer 45 minuten onder de titel QI XL.
Vanaf het begin tot en met het 13e seizoen werd het programma gepresenteerd door Stephen Fry. Vanaf oktober 2016, het 14e seizoen, wordt het programma gepresenteerd door Sandi Toksvig. De seizoenen worden gewoonlijk aangeduid met letters, waardoor seizoen A het eerste seizoen is. Het panel bestaat uit vier personen, waarbij Alan Davies het enige vaste panellid is.
Het opvallendste kenmerk van de serie is dat de punten niet toegekend worden aan de hand van correctheid van de antwoorden, maar vooral voor hoe interessant deze zijn. Antwoorden die voor de hand liggen, maar fout zijn, leiden tot strafpunten.

## Concept
Het panel bestaat uit vier panelleden: drie wisselende en een vast, namelijk Alan Davies, die rechts van de "QI-master" Sandi Toksvig (voorheen Stephen Fry) zit. Davies heeft aan op een na alle afleveringen meegedaan. Hij heeft tot en met seizoen I 13 afleveringen gewonnen, het hoogste aantal van alle deelnemers. Omdat hij dikwijls de voor de hand liggende, foute antwoorden geeft, eindigt hij ook vaak op de laatste plaats. De andere panelleden zijn meestal stand-upcomedians.
De vragen zijn soms misleidend en meestal erg moeilijk, met obscure antwoorden. De "voor de hand liggende maar foute" antwoorden kosten punten, maar de panelleden worden extra vernederd door een luid alarm, waarbij het foute antwoord op grote schermen geprojecteerd wordt.
De show gaat ervan uit dat de goede antwoorden niet gegeven kunnen worden, dus wordt het geven van interessante feiten gestimuleerd, waarmee de meeste punten verdiend worden. Niet geheel ter zake doende discussies worden gestimuleerd, waardoor de gasten anekdotes en andere verhalen kwijtkunnen. Hoeveel punten er gegeven en afgenomen worden, wordt bepaald door de presentator, of vooraf door de programmamakers, vooral als het om veel punten gaat. Als iemand in een aflevering op de vraag "Wat is het belangrijkste ingrediënt van lucht?" had geantwoord met koolstofdioxide, zouden er 3.000 punten afgetrokken zijn.

### Zoemers
Elk panellid heeft een andere zoemer, waarbij het geluid dat van de knop komt vaak gebaseerd is op een bepaald thema. Deze geluiden worden aan het begin van het programma gedemonstreerd, maar veranderen soms nog in de loop van het programma. De zoemer van Alan Davies staat meestal in komisch contrast tot de andere geluiden.

### General Ignorance
Als een parodie van de vele quizzen met algemene kennis-vragen, heet de laatste ronde van QI "General Ignorance", ofwel "algemene onwetendheid". Hierbij worden vragen gesteld die gemakkelijk lijken, maar die allemaal een "voor de hand liggend maar fout" antwoord hebben. Hierdoor kost deze ronde de panelleden de meeste punten.
In de kerstspecial van het tweede seizoen weigerde Davies deel te nemen aan General Ignorance, omdat hij altijd punten verloor, en met kerst niet vernederd wilde worden. Fry bood Davies zijn plek aan, waarna Davies met zijn eigen voorbereide vragen op de proppen kwam, die hij richtte op Fry.
Deze ronde is afgeschaft in seizoen 10 - J maar keerde weer terug in seizoen 13 - M.

### Extra opdrachten
In enkele afleveringen moeten de gasten een extra taak volbrengen tijdens de aflevering. De beste krijgt vaak extra punten. Eerdere taken waren onder andere het tekenen een kerstboom, of een verborgen object zoeken in de loop van de show. Een andere opdracht was een zin maken op een bord magnetische letters. Jimmy Carr produceerde hiermee de volzin "Put Smarties tubes on cats legs, make them walk like a robot."
In het vijfde seizoen (reeks "E") bevatten alle afleveringen dezelfde extra opdracht, genaamd "Elephant in the Room": in elke aflevering had het antwoord op een van de vragen te maken met een olifant, en het was aan de gasten om op het goede moment hun "Elephant in the Room"-kaart in te zetten.
Soms zijn er ook extra opdrachten naargelang het onderwerp. Zo waren er tijdens de episode over "Frankrijk" extra punten voor antwoorden in het Frans. Tijdens de aflevering "Hoaxes" konden de deelnemers een kaart opsteken als ze dachten dat ze gefopt werden. Ze deden dit allemaal ergens in de uitzending, maar de hoax was dat alle materiaal echt was.
In reeks "I" was er een "Nobody Knows"-kaart die kon worden ingezet als men dacht dat niemand het antwoord op de vraag echt weet. Ook hier werden bonuspunten voor gegeven.
In reeks "L" is er telkens een onderwerp dat te maken heeft met het toilet, genaamd "Lavatorial". De gasten krijgen extra punten als ze dit ontdekken.

## Afleveringen
Elk seizoen van QI draait om een andere letter van het alfabet, te beginnen met A. Er wordt daarom meestal verwezen naar de seizoenen met letters in plaats van cijfers. Het eerste seizoen begon op 11 september 2003, en bestond uit vragen rond onderwerpen die begonnen met de A, waaronder een ronde over mensen die "Alan" heten. Het tweede seizoen draaide om de letter "B", behalve twee afleveringen, over "muziek" en over "kleur'. De seizoenen D en daarna behandelden per aflevering één onderwerp, beginnend met de letter van de serie.
Twee afleveringen werden gewonnen door het publiek, de afleveringen "Death" en "England". In deze afleveringen behaalde het publiek meer punten dan de panelleden.

## Fouten en correcties
Hoewel de meeste feiten uit de show correct zijn, sluipen er toch af en toe foutjes in. Daarom worden verschillende feiten geactualiseerd en verbeterd in latere seizoenen. In seizoen A werd bijvoorbeeld beweerd dat het langste dier op aarde een bepaald soort kwal was, maar dit werd verbeterd in seizoen C, waarbij gezegd werd dat een bepaalde snoerworm het langste dier is.
De kijkers en leden van de website van QI nemen contact op met de show om goede informatie door te geven. Aan het einde van het derde seizoen werden er bij Dara Ó Briain punten afgetrokken voor zijn bewering in het tweede seizoen dat het tripelpunt van water 0 graden Celsius is, waarvoor hij toentertijd 2 punten kreeg. Kijkers hadden daarna brieven geschreven waarin ze zeiden dat dit punt feitelijk op 0,01 graden lag.

## Prijzen
In 2006 won Fry de Rose d'Or voor "Beste spelshow-presentator". De British Sitcom Guide gaf QI de prijs voor de Beste Comedy Quiz Show van 2006. QI is genomineerd geweest voor vier BAFTA's. In 2008 won het programma de British Comedy Award voor "Best Comedy Panel Show of 2008". Fry werd driemaal genomineerd voor "Best Entertainment Performance", in 2004, 2005 en 2007.
John Lloyd en de regisseur van het programma, Ian Lorimer, werden in 2005 genomineerd voor de Lew Grade Award In 2007 werd The Book of General Ignorance, het boek van de serie, genomineerd door de British Book Awards in de categorie "Tv- en filmboek van het jaar".

## Andere media
QI heeft naast de televisie-uitzendingen ook de wereld van andere media betreden, en heeft diverse QI-boeken en dvd's uitgebracht.

### Boeken

#### The Book of General Ignorance
The Book of General Ignorance is het eerste Quite Interesting-boek. Het boek is gebaseerd op de ronde General Ignorance uit de televisieserie en werd in het Verenigd Koninkrijk voor het eerst uitgegeven op 5 oktober 2006 bij uitgeverij Faber and Faber. Het boek is geschreven door producent John Lloyd en hoofd-onderzoeker John Mitchinson, met een voorwoord van Stephen Fry en "Four words" ("Will this do, Stephen?") van Alan Davies.
Het bevat 230 vragen en antwoorden, waarbij ook de "voor de hand liggende, maar foute" antwoorden genoemd worden. Veel van de vragen zijn al eens behandeld in het televisieprogramma, maar er zijn ook nieuwe bij. Het boek werd in december 2006 wereldwijd het meest verkochte product op Amazon.
Het boek werd op 7 augustus 2007 uitgebracht in de Verenigde Staten, en op 3 oktober 2007 werd er een Franstalige versie van het boek uitgebracht met de titel Les autruches ne mettent pas la tête dans le sable: 200 bonnes raisons de renoncer à nos certitudes. Op 1 november 2007 werd het boek in het Nederlands uitgegeven, onder de titel Het grote boek van foute feiten. De officiële website van QI kondigt aan dat het boek binnenkort in 23 landen wordt uitgebracht.

#### The Book of Animal Ignorance
Een jaar na het eerste boek kwam The Book of Animal Ignorance uit in het Verenigd Koninkrijk, op 4 oktober 2007, opnieuw bij uitgeverij Faber and Faber. Het is een "bestiarium voor de 21ste eeuw", en bevat vrijwel allemaal nieuwe "quite interesting" feiten. Het boek bevat ook 400 diagrammen en afbeeldingen van "the brilliant Ted Dewan", opnieuw een voorwoord van Fry en een "Forepaw" van Alan Davies.
Op 1 maart 2009 verscheen de Nederlandse vertaling van het boek, met de titel Het grote boek van foute feiten over dieren.

#### The QI Annual 'E'
1 november 2007 kwam de eerste QI Annual uit. Een "annual" is normaliter een jaarlijkse uitgave, en het is ook de bedoeling dat dit de eerste is uit een serie met opvolgende letters. Op de cover staan karikaturen van bekende QI-panelleden (van links naar rechts) Sean Lock, Vic Reeves, Phill Jupitus, Bill Bailey, Stephen Fry, Arthur Smith, Rob Brydon, Dara Ó Briain, Clive Anderson, Alan Davies (met Jimmy Carr als worm in zijn appel), Rich Hall, David Mitchell en Jo Brand, die allen ook meewerkten aan het schrijven van de uitgave. Andere medewerkers waren onder meer Rowan Atkinson en cartoonisten Nick Newman en Tony Husband van Private Eye.

### Dvd's
Inmiddels zijn er drie QI-dvd's uitgekomen, met interactieve quizzen en de volledige seizoenen.

#### Interactieve quizzen
Op 14 november 2005 kwam er van Warner Home Video een interactief QI-spel op dvd met de naam QI: A Quite Interesting Game. Een tweede interactieve quiz, QI: Strictly Come Duncing, volgde op 26 november 2007. In beide quizzen is Stephen Fry de quizmaster, waarbij hij ook de antwoorden uitlegt in de stijl van het televisieprogramma.

#### Volledige seizoenen
Na een petitie die door 1.821 mensen werd ondertekend, bracht de BBC een dvd uit met daarop het volledige eerste seizoen. Dit seizoen "A" werd op 6 november 2006 uitgebracht door de dvd-afdeling van de BBC, samen met de niet uitgezonden pilotaflevering.
De dvd's van seizoenen "B" en "C" werden geproduceerd door Warner Music in plaats van de BBC-afdeling 2|entertain. Seizoen "B" kwam uit op 17 maart 2008, seizoen "C" in september van hetzelfde jaar.